# 謝沅瑾
謝沅瑾（1965年12月27日—），出生地為臺灣苗栗縣，畢業於臺北市協和工商（臺北市私立協和祐德高級中學），職業為風水命理師。出道早期經常參與當時風行的臺灣靈異節目，並在三立電視台的《穿梭陰陽界》中以一襲白色唐裝樹立特有形象。爾後節目觸角遍及命理、綜藝、談話等多種類型，於報章雜誌亦可見其相關報導，尤其是以年節、考試季、農曆七月或有靈異相關事件時。2004年起，陸續出版風水、命理、農民曆等領域書籍、刊物，近年來也搭上網路風潮，開始經營臉書、微博等新媒體。

## 生平
- 1978年，因緣際會，開始學習命理五術
- 1993年，成立工作室「謝沅瑾命理研究中心」
- 1994年，開始在電子媒體及平面媒體新聞中接受採訪[9][10][11]
- 1995年，開始參加電視節目錄影
- 2004年，自本年度起陸續出版風水、命理相關著作
- 2010年，出「2010年『陽宅論壇』學術研討會」，發表〈陽宅型態與座向判定之研究〉論文，並收錄於出版品《現代陽宅學：理論與應用》中[12]
- 2011年，當選中華民國全國總工會該年度「全國模範勞工」[13]

## 軼事趣聞
- 喜歡電子競技遊戲，曾在電視節目中說自己相關資歷超過三十年，從PC Game玩到手機遊戲，亦曾狂熱到同時開四台電腦自己組團練功。[14]
- 因早期在三立電視台《穿梭陰陽界》節目中的造型令人印象深刻，日後還在中天「全民亂講系列」中被邰智源模仿。[15]、[16]

## 電視劇
| 年份   | 頻道 | 劇名       | 角色   |
| ------ | ---- | ---------- | ------ |
| 2025年 | 民視 | 《好運來》 | 謝沅瑾 |

## 外部連結
- 謝沅瑾命理／民俗文化研究中心 （页面存档备份，存于）
- 謝沅瑾的微博（页面存档备份，存于）
- 中華星相易理堪輿師協進會